# Euploea oculata
Euploea oculata är en fjärilsart som beskrevs av Moore 1883. Euploea oculata ingår i släktet Euploea och familjen praktfjärilar. Inga underarter finns listade i Catalogue of Life.